# Sylvania (Georgia)
Sylvania es una ciudad ubicada en el condado de Screven en el estado estadounidense de Georgia. En el año 2000 tenía una población de 2.675 habitantes.

## Geografía
Sylvania se encuentra ubicada en las coordenadas 32°45′1″N 81°38′23″O / 32.75028, -81.63972 (32.750151, -81.639590).
Según la Oficina del Censo, la localidad tiene un área total de 9,8 km² (3,8 mi²), de la cual 9,8 km² (3,8 mi²) es tierra y 0 km² (0 mi²) (0.00%) es agua.

## Demografía
Según la Oficina del Censo en 2000 los ingresos medios por hogar en la localidad eran de $27,426, y los ingresos medios por familia eran $38,355. Los hombres tenían unos ingresos medios de $40,590 frente a los $20,349 para las mujeres. La renta per cápita para la localidad era de $16,181. 